# Shalom Shalomzon
Shalom Shalomzon (hebräisch שלום שלומזון; * 27. September 1919 in Rumänien; † 1. November 1975) war ein israelischer Fußballspieler.

## Karriere

### Verein
Shalomzon begann seine Karriere 1935 beim Maccabi Tel Aviv und spielte bis 1954 in dem Verein. Während dieser Zeit absolvierte er 34 Ligaspiele und erzielte dabei drei Tore.

### Nationalmannschaft
Sein Debüt auf internationaler Ebene gab Shalomzon 1940 für die Auswahl von Palästina im letzten offiziellen Länderspiel des Mandatsgebiets gegen den Libanon. Nach der Gründung des Staates Israel trat er 1948 für die israelische Nationalmannschaft.